# Anibare

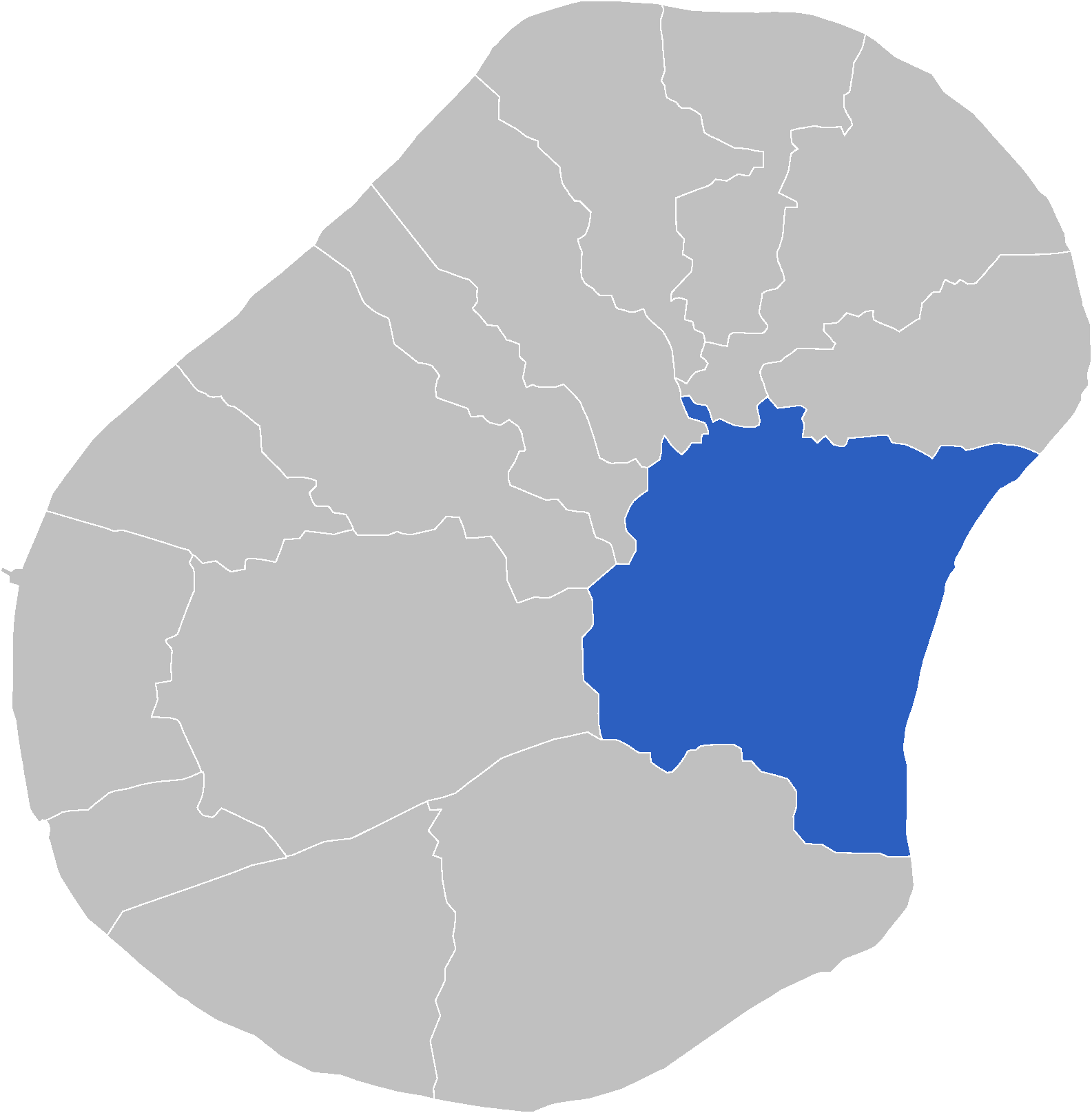
Distriktets läge på Nauru

Anibare är ett distrikt i landet Nauru. Det är en del av valkretsen Anabar. Distriktet hade år 2004 totalt 259 invånare och en area på 3,1 km².

## Turism
I detta distrikt ligger öns bästa strand vid Anibarebukten. Det är en strand med vit korallsand och öns bästa plats för att surfa eller bada. Anibarebukten är öns enda större attraktion. Nära denna plats ligger Meneñ Hotel.

## Industri
I distriktets västliga delar finns fosfatlagrena.

## Geografi
Distriktet ligger i den östra delen av ön och har en area på 3,1 km².